# Heilpädagogisches Kinderheim Hütteldorf
Das Heilpädagogische Kinderheim Hütteldorf war ein Vertragsheim der Gemeinde Wien, dessen Rechtsträger der private Verein Kuratorium für Erziehungshilfe war.

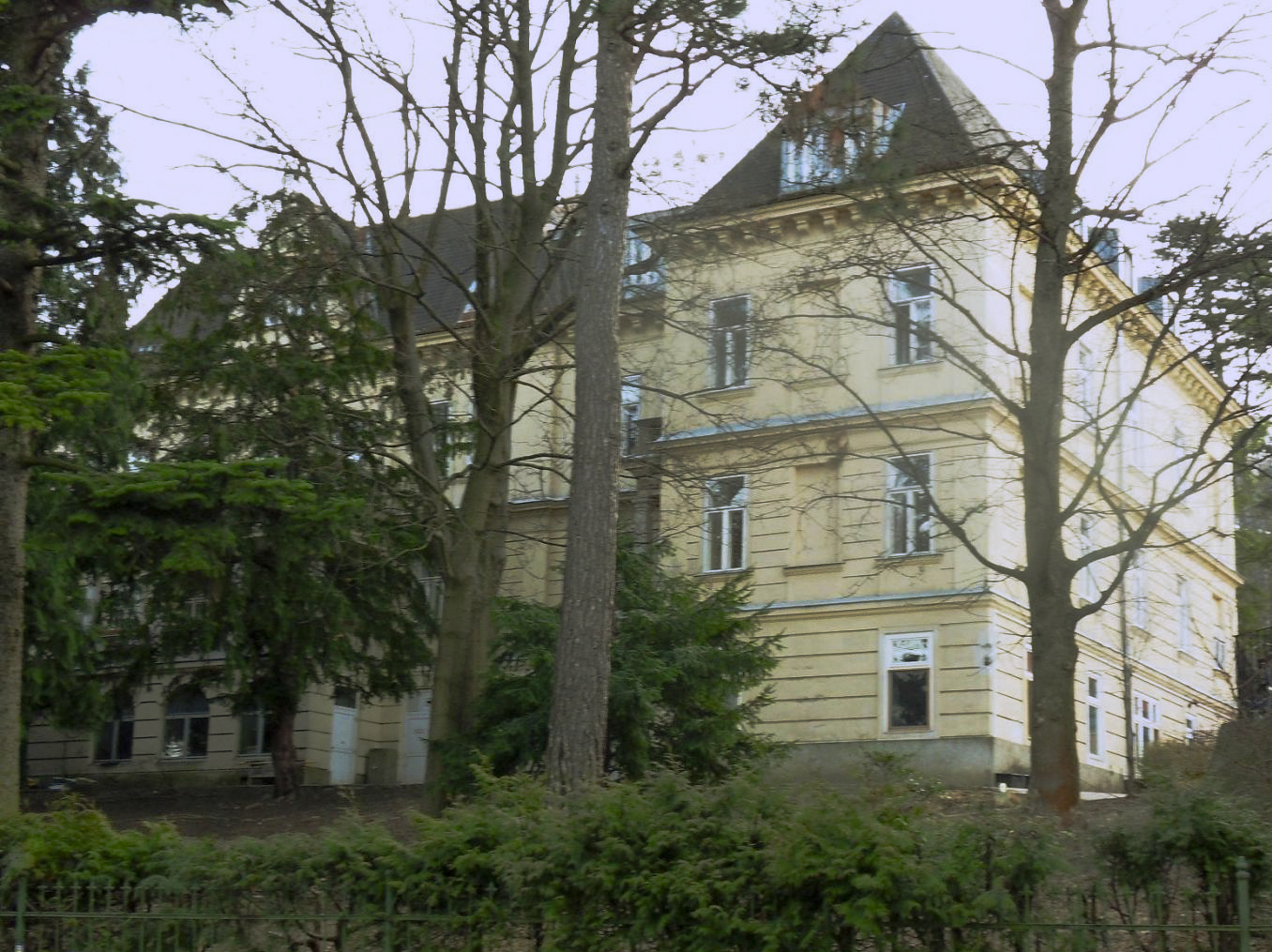
Das Hauptgebäude des Heilpädagogischen Kinderheimes Hütteldorf in Wien – vormals Parksanatorium Hütteldorf

## Geschichte
Gegründet wurde das Heilpädagogische Kinderheim Hütteldorf in den 1950er-Jahren von Rudolf Häusler. Es hatte eine Kapazität von ca. 150 Buben im Pflichtschulalter. Häusler und seine Familie wohnten im Hauptgebäude des Heimes und führten es gleichsam als Familienbetrieb (nach Außen hin), ohne pädagogische Ausbildung, den Anschein von Wohltätigkeit gebend.
Rudolf Häusler wählte als Rechtsform für den Betrieb des Heimes den privaten Verein Kuratorium für Erziehungshilfe, welchen er selbst gründete und dessen Vorstand er auch zeitlebens war. Mit ihm waren seine Ehefrau Paula, wechselnde Beamtinnen der Wiener Jugendfürsorge und Häuslers persönlicherer Freund, Paul Kuszen Mitglieder des Vereines. Kuszen war Oberarzt an der Universitäts-Kinderklinik Wien und Leiter der dortigen Heilpädagogischen Abteilung. Er gab dem Kinderheim auch das Adjektiv heilpädagogisch und überwies Kinder, die er an der Kinderklinik begutachtete, an das Heim.
Eigens für das Heim wurde die Sondererziehungsschule am Hackinger Kai 15, 1030 Wien (damals 13., Bezirk) geschaffen. Sie umfasste ab 1963 oder 1964 nur Hilfsschul- und Volksschulklassen, welche ohne Fachlehrer, nach dem Prinzip des Klassenlehrersystems geführt wurden. Außerdem waren immer 2 Schulstufen in einer Klasse zusammengefasst, die von nur einem Lehrer gleichzeitig und parallel unterrichtet wurden. Die 5. bis 8. Schulstufe waren als Volksschul-Oberstufe ausgelegt. Damit war es die letzte Schule Österreichs, die dieses anachronistische, aus dem 19ten Jahrhundert stammende System noch praktizierte. Für die Kinder, darunter waren auch hochbegabte, begründete dieser Schultypus ein Bildungsdefizit, welches sie lebenslang nicht mehr aufholen konnten.
Zum Vorenthalt adäquater Ausbildung kamen schwere physische, psychische, soziale und sexuelle Gewalt. Diese Vorwürfe gegen das Heimpersonal wurden bereits in den 1960er-Jahren laut, wurden aber nicht weiter verfolgt. Bei der Heim-Enquete im Jahre 1971 wies Walter Spiel darauf hin und in der Studie Verwaltete Kinder (Karlsson-Bericht, 1974) wurde auf die Missstände hingewiesen. Mehrere Medienberichte griffen das Thema Heimerziehung auf, blieben von den entscheidenden Stellen aber ungehört. Erst mit dem Heimskandal 2010 wurde eine breite Öffentlichkeit endlich darauf aufmerksam.
Im Jahre 1984 zog sich Rudolf Häusler zurück und übergab die Leitung des Heimes an einen jungen Nachfolger - Ott. Dieser führte moderne pädagogische Konzepte ein, brach mit den tradierten Erziehungsmethoden und reduzierte die Gruppengrößen. Er wurde jedoch zwischen den alteingesessenen Erzieherinnen und fortschrittlicherem Personal aufgerieben und räumte 1994, nach einem skandalisierenden Zeitungsartikel über das Heim, seinen Posten.
Die Gründer Rudolf Häusler und Paul Kuszen waren bereits gestorben, als 1995 das Heilpädagogische Kinderheim Hütteldorf in August-Aichhorn-Haus umbenannt und neu ausgerichtet wurde. Im Jahre 2001 wurde das Kinderheim endgültig geschlossen. Danach wurde das Gebäude von der Freien Waldorfschule Wien-West genutzt, die ihren Betrieb 2023 einstellte.